# リディヤ・ディムコフスカ

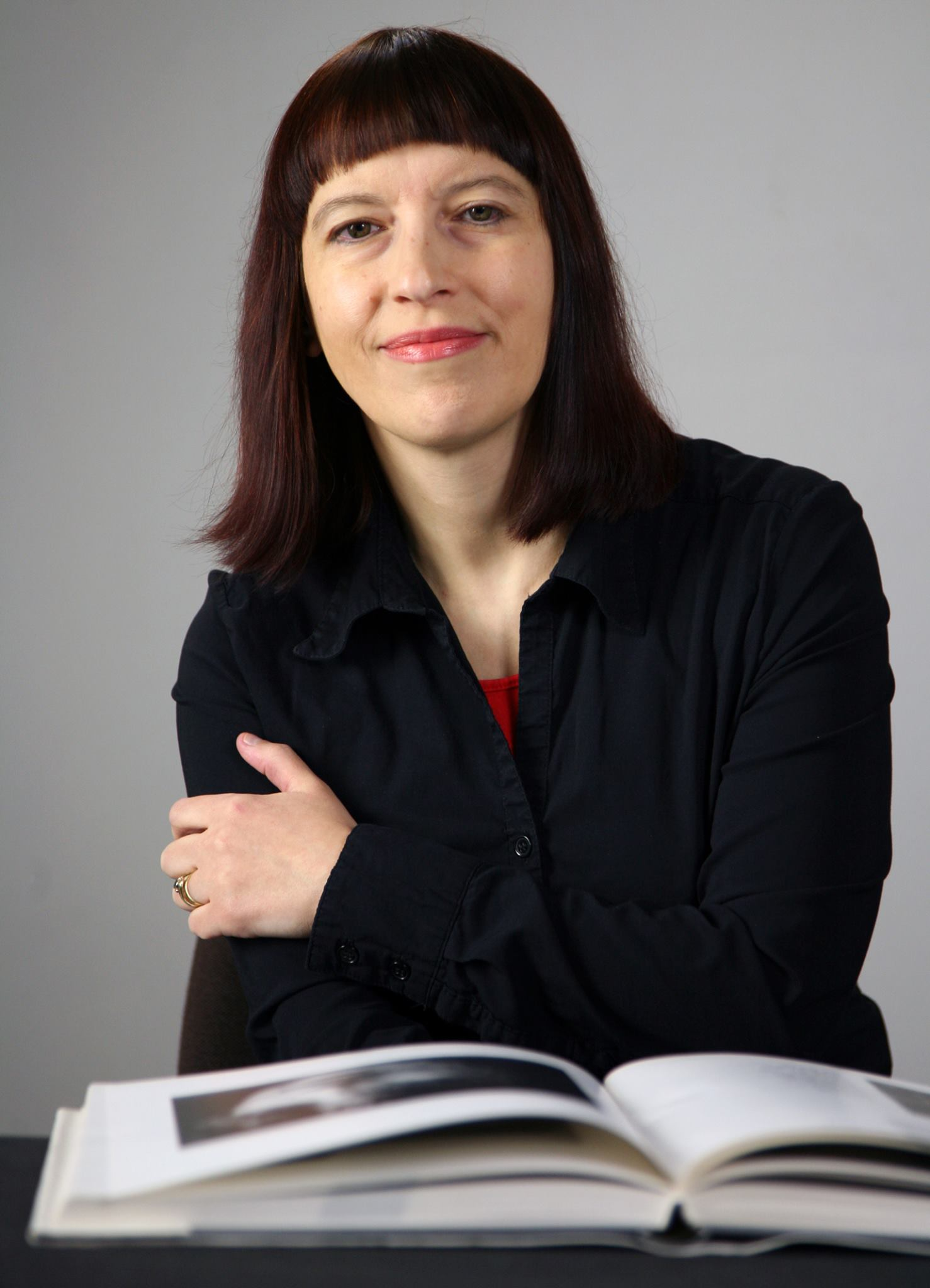
Portrait of Lidija Dimkovska

リディヤ・ディムコフスカ（マケドニア語：Лидија Димковска, 1971年 - ）は北マケドニアの詩人、小説家、翻訳家。

## 経歴
北マケドニア、スコピエ出身。スコピエ大学で比較文学を専攻したのち、ルーマニアのブカレスト大学でルーマニア文学の博士号を取得。大学でも教鞭を取っていたことがあり、ブカレスト大学ではマケドニア語とマケドニア文学を、スロベニアのノヴァ・ゴリツァ大学では海外文学を教えていた。
また、オンラインマケドニア文芸ジャーナル『ブレソック』の編集者でもある。現在はスロベニアのリュブリャナ在住で、フリーランスの作家として活動するほか、ルーマニア語-スロベニア語の翻訳を手掛けている。北マケドニアとスロベニアの2重国籍を有している。

## 作品
母語であるマケドニア語では詩を7作品、小説を3作品、アメリカ滞在記を1作品、短編小説コレクションを1作品出版している。アンソロジーでは、北マケドニアの若手の詩人による作品集や、北マケドニアにおける現代スロベニア詩集、スロベニア語で書かれた現代のマイノリティと移民に関する作品集などを編んでいる。
ディムコフスカの作品は15言語で翻訳されている（英語、フランス語、ドイツ語、ポーランド語、ハンガリー語、スロバキア語、チェコ語、ルーマニア語、セルビア語、スロベニア語、クロアチア語、イタリア語、アルバニア語、ブルガリア語、ラトヴィア語）。

多くの国際文芸祭に参加しており、ライター・イン・レジデンスでアイオワ、ロンドン、ベルリン、ウィーン、ブカレスト、グラーツ、ザルツブルグ、クレムス・アン・デア・ドナウ、ティラナ、沖縄、スプリト（クロアチア）に滞在したことがある。
彼女の詩作品や小説の抜粋、エッセイ、インタビューや本のレビューなどは ザ・タイムズ・リテラリー・サプルメント、アメリカン・ポエトリー・レビュー、ワールド・リテラチャー・トゥデイ、フランクフルター・アルゲマイネ・ツァイトゥング、ザ・ランパス、ティン・ハウス、ザ・パリス・レビュー、ザ・リテラリー・ハブ、フォアワード、ザ・ホワイト・レビュー、アシンプトート、 パブリッシャーズ・ウィークリー 、BBCワールドサービス、ワーズ・ウィザウト・ボーダーズ、コロンビア・ジャーナル、ロザンゼルス・レビュー、ボストン・レビュー、ポエトリー・インターナショナルなど多数の出版物に公開されている。

## 詩
Рожби од Исток　('Offspring from the East') 1992年
Огнот на буквите  ('The Fire of the Letters') 1994年
Изгризани нокти  ('Bitten Nails') 1998年
Нобел против Нобел  ('Nobel versus Nobel') 2001年
Идеална тежина　('Ideal Weight', selected poetry) 2008年
pH неутрална за животот и смртта　('pH Neutral for Life and Death') 2009年
Црно на бело　 ('In Black and White') 2016年
Гранична состојба  ('Boundary Situation') 2021年

## 詩（翻訳された作品）
英訳
- Do Not Awaken Them With Hammers　Ljubica Arsovska, Peggy Reid訳, Ugly Duckling Press, NY, USA, 2006
- pH Neutral History　Ljubica Arsovska and Peggy Reid訳, Copper Canyon Press, USA, 2012
- What Is It Like?　Ljubica Arsovska, Patricia Marsh and Peggy Reid訳, Wrecking Ball, Hull, the UK, 2021

ドイツ語訳
- Anständiges Mädchen　Alexander Sitzmann訳, Edition Korrespondenzen, Vienna, Austria, 2010
- Schwarz auf Weiss　Alexander Sitzmann訳, Parasitenpresse, Köln, Germany, 2019

フランス語訳
- Comment c'est et Autres Poèmes　Harita Wybrands訳, Voix Vives et Al Manar, France, 2018

ルーマニア語訳
- Meta-Spânzurare de Meta-Tei　Constantin Abăluță, Ioana Ieronim, Dagmar Maia Anoca, Lidija Dimkovska訳 Vinea, Bucharest, 2001
- Diferentă　Constantin Abăluță, Ioana Ieronim, Dagmar Maia Anoca, Lidija Dimkovska訳, Tracus Arte, Bucharest, 2012

スロベニア語訳
- Nobel Proti Nobelu　Aleš Mustar訳, Center za slovensko književnost, Ljubljana, 2004
- pH Neutralna za Življenje in Smrt　Aleš Mustar訳, Cankarjeva založba, Ljubljana, 2012
- Črno na Belem　Aleš Mustar訳, Cankarjeva založba, Ljubljana, 2017

クロアチア語訳
- Кako je To?　Borjana Prošev-Oliver訳, Sandorf, Zagreb, 2022

ポーランド語訳
- pH Neutralna Wobec Žycia i Šmierci　Danuta Cirlic Straszynska, Słowo Obraz Terytoria訳, Gdansk, Poland, 2015

セルビア語訳
- Најближе Најдаљем　Duško Novaković訳, KOV, Vršac, Serbia, Petru Krdu European Prize for Poetry 2016

アルバニア語訳
- Tash Dhe Ketu　Clirim Qormemeti訳, Ditet e Naimit, Tetovo, North Macedonia, 2021

## 小説
Скриена камера　('Hidden Camera') 2004年　
(ポーランド語、ルーマニア語、スロベニア語、クロアチア語、ブルガリア語、スロバキア語、ラトヴィア語、セルビア語、アルバニア語訳あり)
Резервен живот　('A Spare Life') 2012年　
(英語、ドイツ語、イタリア語、ルーマニア語、スロベニア語、クロアチア語、ブルガリア語、チェコ語、セルビア語、アルバニア語、ハンガリー語訳あり)
Но-Уи　('Non-Oui') 2016年　
(ポーランド語、スロベニア語、クロアチア語、ブルガリア語訳あり)
Кога заминав од Карл Либкнехт　('When I left Karl Liebknecht') 短編小説集 2019年　
(クロアチア語訳のみ)